# Alexander Rosso
Alexander Mauricio Rosso Génova, noto semplicemente come Alexander Rosso (Montevideo, 27 febbraio 1993), è un calciatore uruguaiano, attaccante del Gualaceo.

## Caratteristiche tecniche
È un centravanti.

## Carriera
Cresciuto nel settore giovanile del River Plate (M), ha esordito in prima squadra il 21 aprile 2013 disputando l'incontro di Primera División Profesional vinto 2-0 contro il Cerro Largo.